# 札幌市立藻岩小学校
札幌市立藻岩小学校（さっぽろしりつもいわしょうがっこう）は、北海道札幌市南区川沿7条2丁目にある小学校。

## 沿革
- 1901年（明治34年）4月 - 現在地に公立八垂別尋常小学校創立、児童数は36名、教員1名。
- 1926年（大正15年）- 高等科設置、八垂別尋常高等小学校に改称。
- 1933年（昭和8年）- 校舎全面新築。
- 1941年（昭和16年）5月16日 - 札幌市立藻岩国民学校に改称。この日は1985年頃から開校記念日となる。
- 1947年（昭和22年）4月 - 札幌市立藻岩小学校に改称、 柏中学校分校を併設。
- 1951年（昭和26年） - 給食開始。
- 1969年（昭和44年） -  中学校移転。
- 1971年（昭和46年） - 体育館落成。
- 1973年（昭和48年） - 藻岩北小学校分離開校。
- 1975年（昭和50年） - 鉄筋新校舎（第1期）落成。
- 1976年（昭和51年）4月 - 南の沢小学校分離開校。
- 1979年（昭和54年）7月 - プール落成。
- 1983年（昭和58年）4月 - 藻岩南小学校分離開校。
- 1984年（昭和59年）5月 - 特別支援学級「つぼみ学級」開設。
- 1987年（昭和62年） - 校舎鉄筋化完了。木造モルタル校舎解体。
- 1988年（昭和63年） - 新プール落成。
- 2001年（平成13年）4月 - 開校100周年。
- 2010年（平成22年） - 校舎耐震補強工事。
- 2011年（平成23年）11月 - 開放図書館の開館。

## 所在地
- 北海道札幌市南区川沿7条2丁目3-1

## 児童数の推移
- 1901年 36名
- 1921年 158名
- 1941年 190名
- 1961年 518名
- 1971年 1366名
- 1981年 1419名
- 1991年 567名
- 2001年 510名
- 2009年 453名
- 2010年 432名（16学級）
- 2017年 329名
- 2021年 361名[1]

## 通学区域
石山1条1丁目の一部、川沿3条2丁目の一部、川沿3条3丁目の一部、川沿3条4丁目の一部、川沿3条5丁目の一部。
　川沿4条2丁目から川沿4条5丁目まで
　川沿5条2丁目から川沿5条4丁目まで
　川沿6条2丁目から川沿6条4丁目まで
　川沿7条2丁目から川沿7条4丁目まで
　川沿8条1丁目から川沿8条4丁目まで
　川沿9条1丁目から川沿9条4丁目まで
　川沿10条1丁目から川沿10条3丁目まで
　川沿11条3丁目
　川沿町（1613番地4　147　152　176　179　1813番地　1981番地）

## 主な出身者
- 市川かおり (バスケットボール) - 元バスケットボール選手。

## 最寄り駅、バス停
- バス：じょうてつ、藻岩小学校前

## その他
- 札幌市教育委員会の事業である「札幌市学校図書館地域開放事業」の指定校となっている。